# Анемия Даймонда-Блекфена
Анемия Даймонда-Блекфена (АДБ, анемия Блэкфана-Даймонда, синдром Даймонда-Блэкфана, врожденная гипопластическая анемия, первичная эритроцитарная аплазия) — редкая (6:1000000) форма врожденной аплазии кроветворения, в основном красноклеточной. Развивается в результате апоптоза эритроидных предшественников в костном мозге вследствие дефекта биосинтеза рибосом.
Основное проявление — низкий уровень гемоглобина крови при резком снижении числа эритроцитов. Обычно выработка лейкоцитов и тромбоцитов не нарушена.

## Признаки и симптомы
Обычно симптомы АДБ начинают проявляться уже в возрасте нескольких месяцев — в большинстве случаев проблемы становятся очевидными до 3 месяцев, и почти всегда — до 1-2 лет. Наблюдаются признаки анемии: бледность, одышка, сниженный тонус мышц; позднее — плохая переносимость физических нагрузок.

## Лечение
Для лечения АДБ могут использоваться гормоны-глюкокортикоиды. Хотя большинство пациентов изначально хорошо отвечают на эту терапию, со временем её эффективность может снижаться.
При резко пониженном уровне гемоглобина применяются переливания крови (эритроцитарной массы). Из-за того, что регулярные переливания приводят к накоплению железа в организме и, как следствие, поражению различных органов (в первую очередь печени и сердца), больным необходимо принимать препараты для выведения излишков железа из организма (десферал, эксиджад).
У больного могут быть периоды ремиссии, когда гормональное лечение и переливания крови не нужны.

### Трансплантация костного мозга
Аллогенная трансплантация костного мозга — единственный вид лечения, который дает шанс на полное излечение. Однако из-за высокой опасности осложнений применяется она только в редких случаях. При этом очень желательно использование трансплантации от родственного донора.

## История
Впервые заболевание было отмечено Хью В. Джозефсом в 1936 году, однако оно названо в честь педиатров Луи К. Даймонда и Кеннета Блэкфана, которые описали врожденную гипопластическую анемию в 1938 году. Об ответной реакции на кортикостероиды сообщалось в 1951 году. В 1961 году Даймонд и его коллеги представили лонгитюдные данные о 30 пациентах и отметили связь с аномалиями скелета. В 1997 году было обнаружено, что участок хромосомы 19 несет ген, мутировавший в некоторых DBA. В 1999 году было обнаружено, что мутации в гене рибосомального белка S19 (RPS19) связаны с заболеванием у 42 из 172 пациентов с DBA. В 2001 году второй ген DBA был локализован в области хромосомы 8, и был сделан вывод о дальнейшей генетической гетерогенности. Впоследствии были идентифицированы дополнительные гены.